# Borstvargspindel
Borstvargspindel (Pardosa plumipes) är en spindelart som först beskrevs av Tord Tamerlan Teodor Thorell 1875.  Borstvargspindel ingår i släktet Pardosa och familjen vargspindlar. Enligt den finländska rödlistan är arten nära hotad i Finland. Arten är reproducerande i Sverige. Artens livsmiljö är sandstränder vid Östersjön. Inga underarter finns listade.